# آرنس

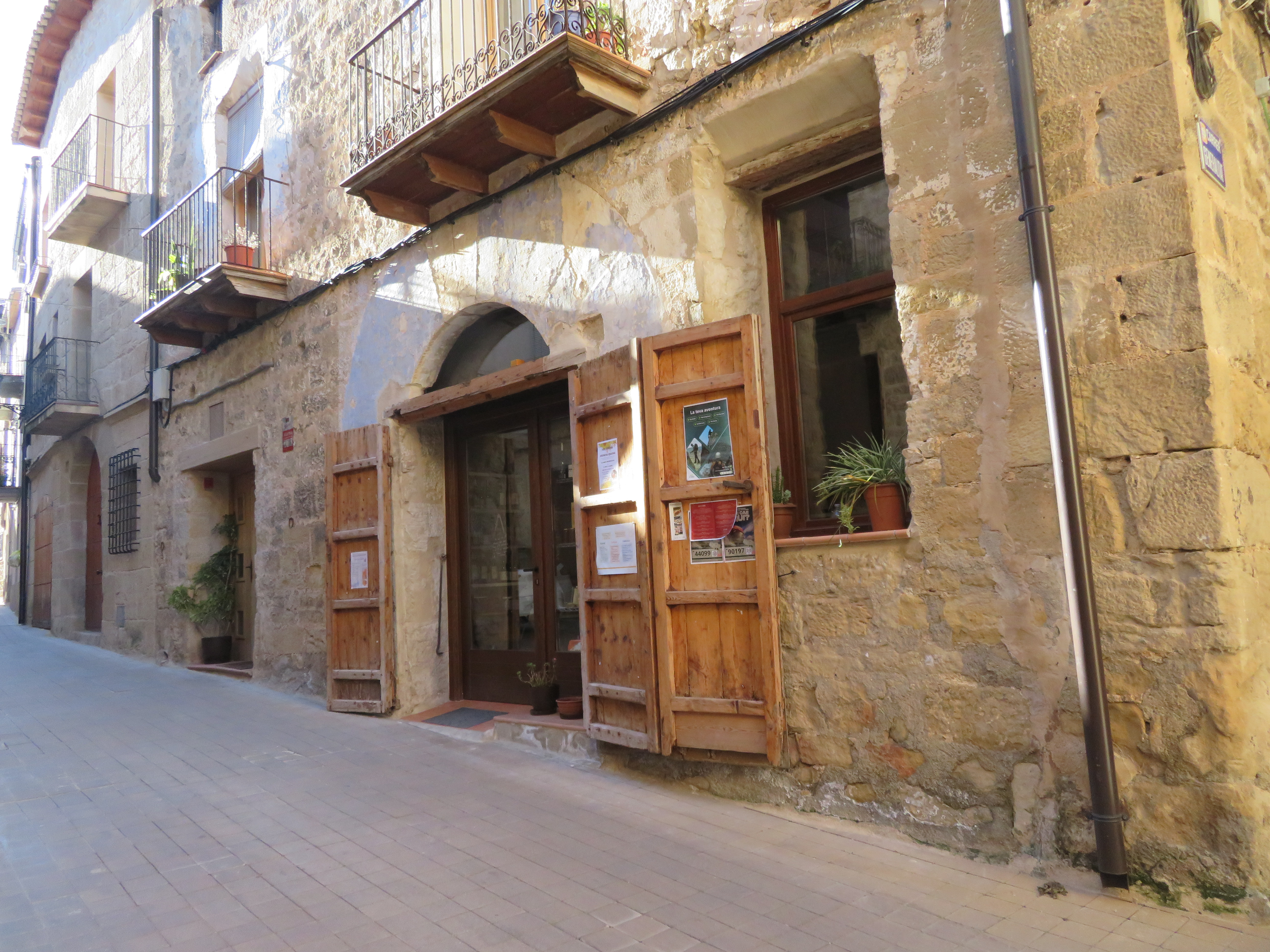
آرنس

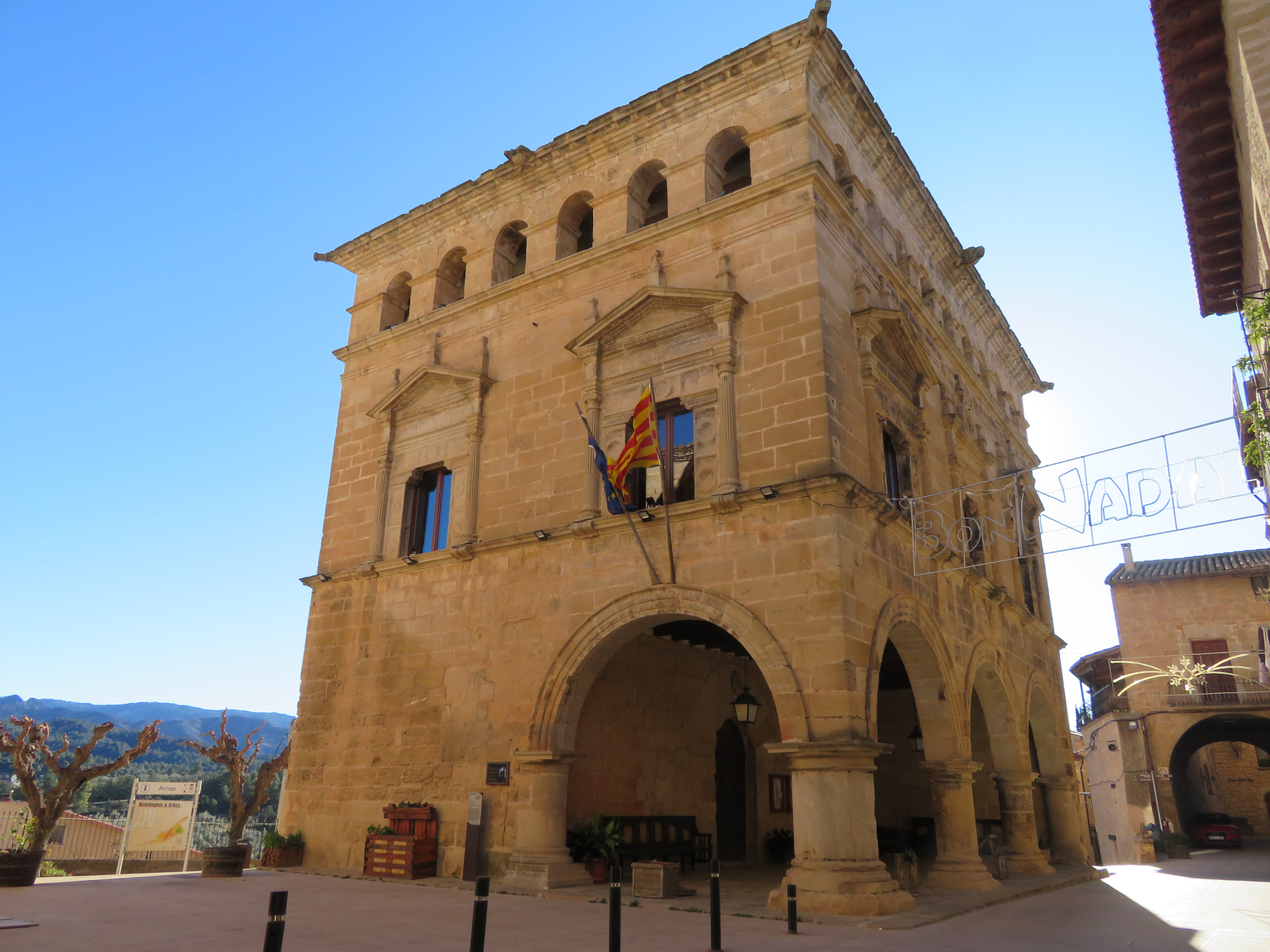
آرنس

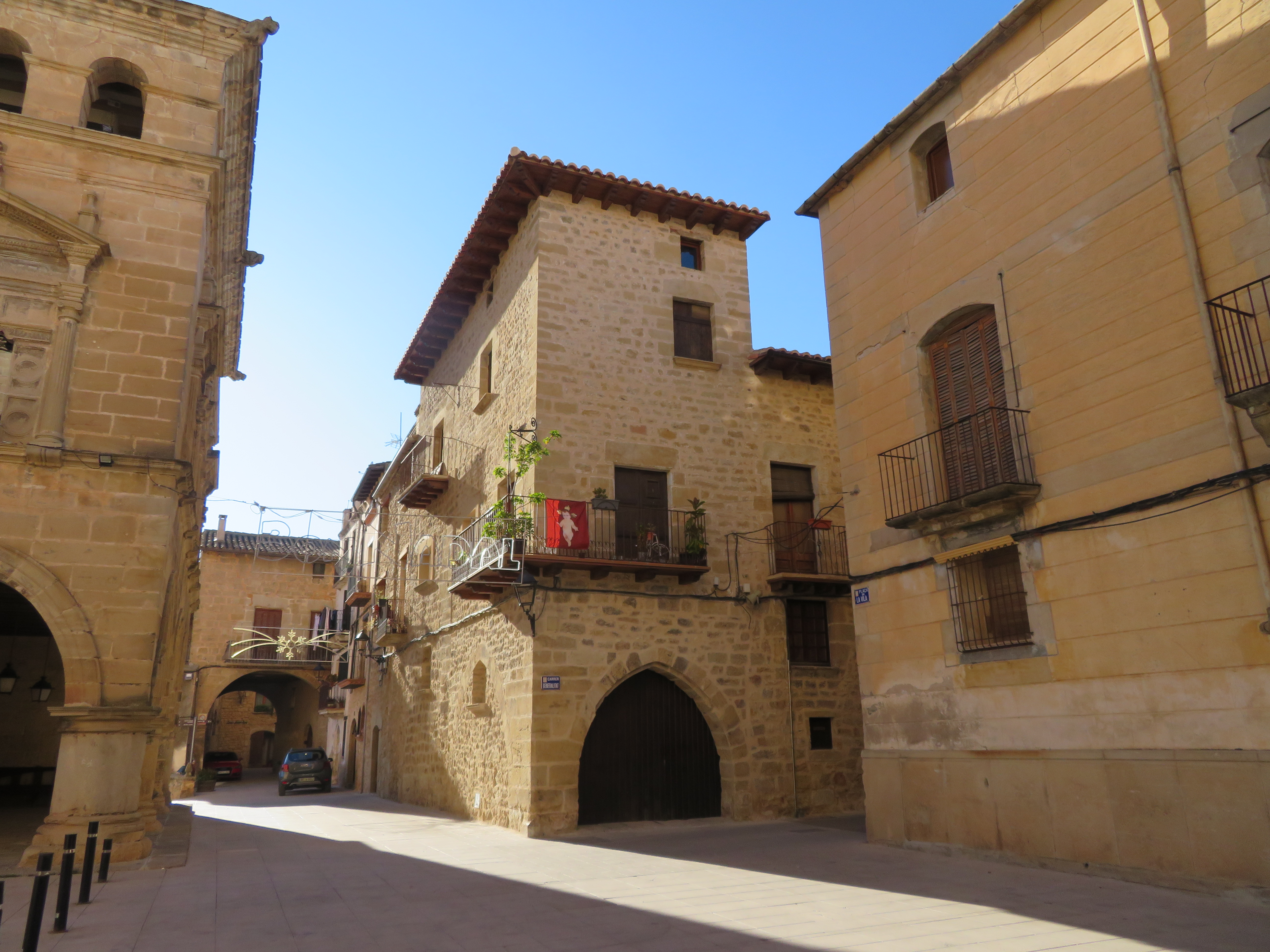
Arnes

آرنس (به اسپانیایی: Arnes, Terra Alta) یک شهرستان در اسپانیا است که در Terra Alta واقع شده‌است.

## خصوصیات
آرنس ۴۲٫۹۷ کیلومترمربع مساحت و ۴۸۸ نفر جمعیت دارد و ۵۰۶ متر بالاتر از سطح دریا واقع شده‌است.